# Burni Dedamar
Burni Dedamar är ett berg i Indonesien.   Det ligger i provinsen Aceh, i den västra delen av landet, 1 600 km nordväst om huvudstaden Jakarta. Toppen på Burni Dedamar är 980 meter över havet.
Terrängen runt Burni Dedamar är bergig österut, men västerut är den kuperad. Runt Burni Dedamar är det ganska tätbefolkat, med 52 invånare per kvadratkilometer. I omgivningarna runt Burni Dedamar växer i huvudsak städsegrön lövskog.